# Parafia św. Maksymiliana Marii Kolbego w Kiczni
Parafia św. Maksymiliana Marii Kolbego w Kiczni – parafia rzymskokatolicka, znajdująca się w diecezji tarnowskiej, w dekanacie Łącko.